# Planeetwielmechanisme

Animatie van een planeetwielmechanisme

Een planeetwielmechanisme is een constructie van tandwielen waarbij de drijvende as en de aangedreven as op één lijn liggen. Een planeetwielmechanisme wordt gebruikt om in een kleine ruimte een tandwielmechanisme in te bouwen voor grote veranderingen in versnelling, en voor het overbrengen van grote vermogens.
In een planeetwielmechanisme spelen de volgende tandwielen een rol:
- Een zonnewiel: bevestigd op een centrale as.
- Een planeetwiel: meestal drie of meer, draaien om het zonnewiel.
- Een planeetwieldrager: verbindt de planeetwielen.
- Een satellietwiel: vormt de buitenrand, en is verbonden met een tweede as.

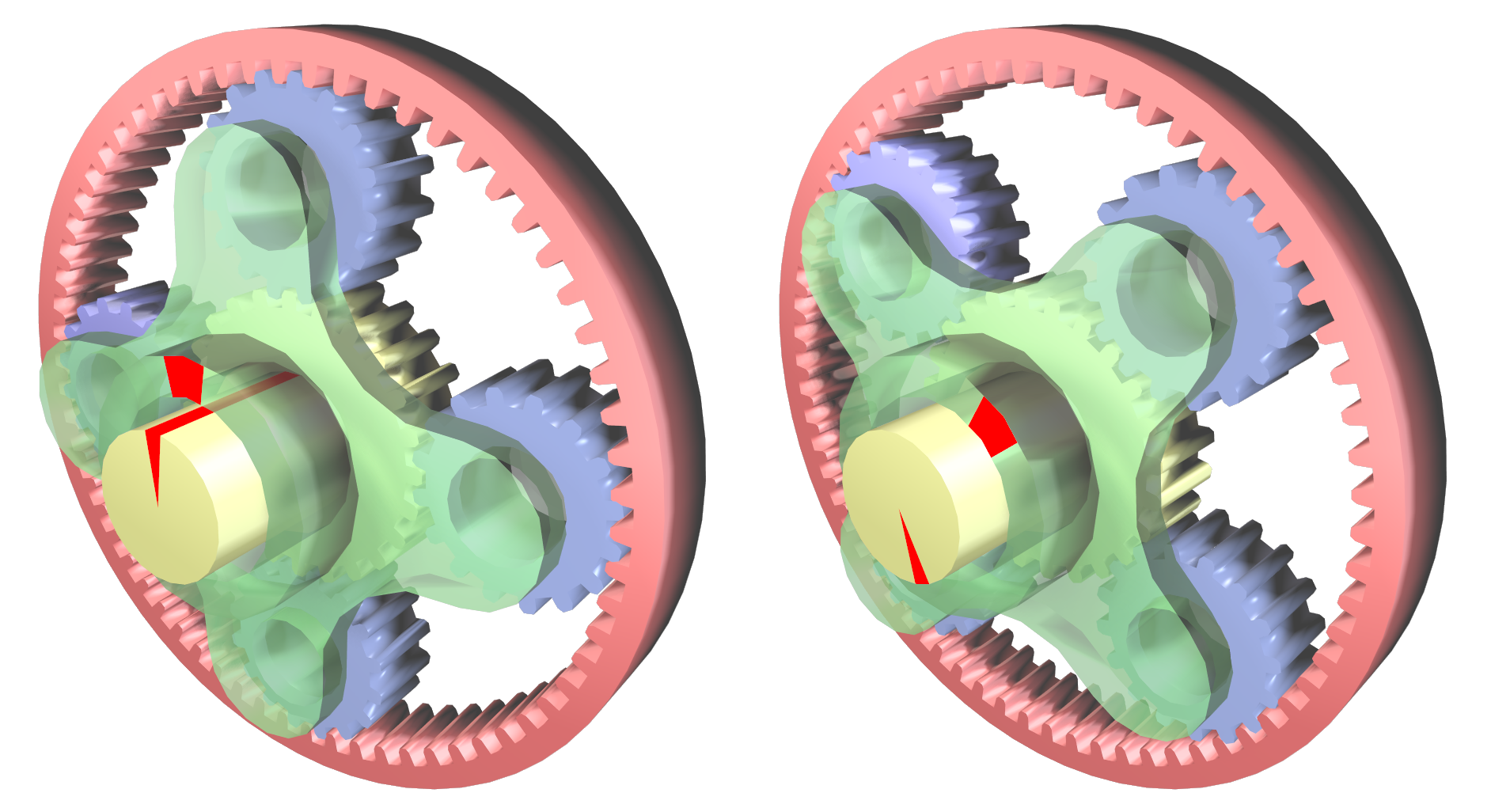
Centrale as met daarop (enigszins verborgen achter de planeetwieldrager) het zonnewiel
Planeetwielen
Satellietwiel
Planeetwieldrager

Planeetwielmechanismen kunnen in verschillende uitvoeringen worden gemaakt zodat verschillende toerentallen kunnen worden gerealiseerd met dezelfde constructie. Dit wordt gedaan door bepaalde onderdelen vast te houden en dan andere aan te drijven:
- Het zonnewiel kan aangedreven worden, terwijl het satellietwiel vastgehouden wordt, de beweging wordt afgenomen van de planeetwieldrager. Dit levert een snelheidsreductie op.
- De planeetwieldrager kan aangedreven worden, terwijl het zonnewiel vastgehouden wordt, de beweging wordt afgenomen van het satellietwiel. Dit levert een versnelling op.
- Het zonnewiel kan aangedreven worden, terwijl de planeetwielhouder vastgehouden wordt, de beweging wordt afgenomen van het satellietwiel. Dit levert een omkering van de beweging op.
- Het zonnewiel wordt samen met de planeetwieldrager aangedreven en de beweging wordt afgenomen van het satellietwiel. Dit levert een 1:1 overbrenging op.

Smering in een gesloten kast kan continu plaatsvinden door er voor te zorgen dat in elk geval een deel van de tandwielen in een oliebad ligt. De olie wordt dan door de tandwielen aan elkaar doorgegeven. Bij hoge snelheden wordt een pomp gebruikt om de olie op de tandwielen te spuiten. De olie wordt ook gebruikt om warmte af te voeren die opgewekt wordt door wrijving.
Een bekende toepassing van planeetwielmechanismes is de versnellingsnaaf van een fiets. Voor een drie-versnellingsnaaf wordt één planeetwielstelsel gebruikt, voor een vijfversnellingsnaaf twee stelsels. Elk planeetwielstelsel heeft een reductiestand, een directe koppeling en een versnellingsstand.
Een andere interessante toepassing is het versnellingsmechanisme van de Hybrid Synergy Drive van onder andere de Toyota Prius. Hier drijft de verbrandingsmotor de planeetwieldrager aan en op zowel het zonnewiel als op het satellietwiel zitten elektromotoren aangesloten die afhankelijk van de energiebehoefte ook als generator kunnen dienen. De aangedreven wielen zijn verbonden met het satellietwiel.

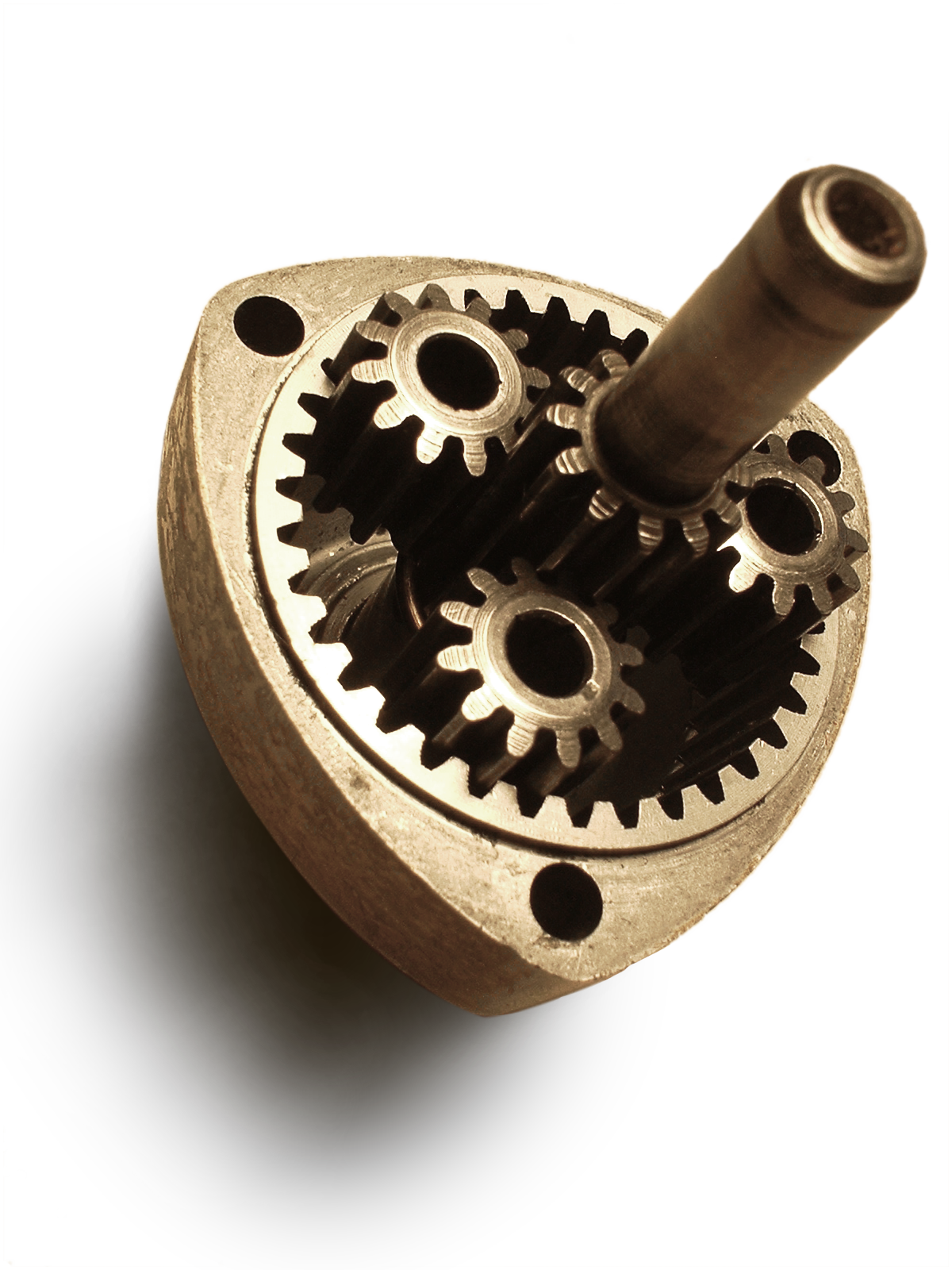
Planeetwielmechanisme met drie planeetwielen.
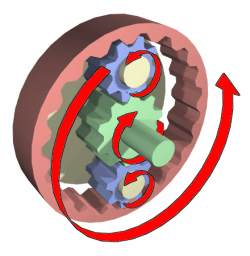
Planeetwielmechanisme met twee planeetwielen. De pijlen geven de rotatierichting aan. De planeetwieldrager wordt hier niet getoond.
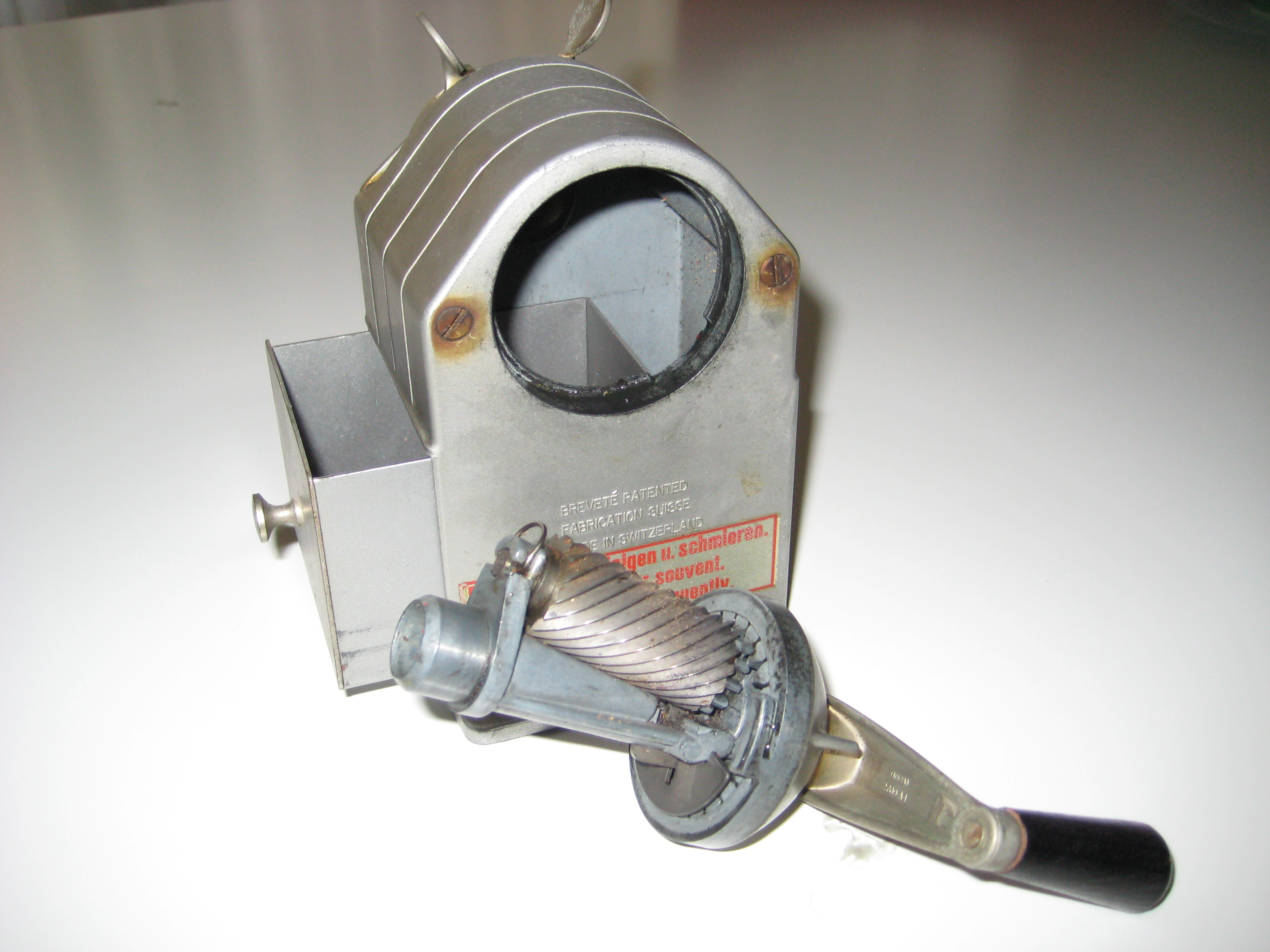
Caran d'Ache-puntenslijper, gedemonteerd. Er is geen zonnewiel en maar één planeetwiel. De planeetwieldrager wordt aangedreven door een slinger en het planeetwiel gaat schuil achter de slijprol.

Er is een eenvoudig verband tussen de omwentelingssnelheden van
zonnewiel, planeetwieldrager en satellietwiel, dat hier wordt afgeleid.
Geef het aantal tanden van zonnewiel en satellietwiel aan met Z resp. S
en onderstel dat zonnewiel, planeetdrager en satellietwiel
per seconde resp. ω, π en σ omwentelingen maken.
Deze grootheden kunnen ook negatief zijn:
we kunnen bijv. afspreken dat rechtsom positief is en linksom negatief.
Een denkbeeldige waarnemer die gestationeerd is op de planeetwieldrager
ziet het mechanisme als in de animatie bovenaan,
met de planeetwieldrager gefixeerd.
Zij neemt waar dat het zonnewiel draait met omwentelingssnelheid ω - π
en het satellietwiel, in tegengestelde richting, met σ - π
(animatie: precies een van deze twee waarden is negatief).
Ook constateert zij dat zonnewiel en satellietwiel
(die immers door de planeetwielen worden gekoppeld)
gedurende een willekeurige periode over eenzelfde aantal tanden verdraaien.
Het zonnewiel ziet zij iedere seconde over Z(ω - π) tanden verdraaien
en het satellietwiel, in tegengestelde richting, over S(σ - π).
Concluderend geldt dan de volgende gelijkheid:
Z(ω - π) = -S(σ - π) (1)
waarbij het minteken voor het rechterlid correspondeert met
de tegengestelde draairichtingen.
Enig omwerken van (1) levert het beloofde verband:
Zω - (Z+S)π +Sσ = 0 	(2).
(Merk op dat in deze uitdrukking
de rollen van zonnewiel en satellietwiel symmetrisch zijn.)
In de situatie van de naafversnelling van een fiets
wordt het zonnewiel gefixeerd, en kettingwiel en fietswiel
worden gekoppeld aan planeetwieldrager resp. satellietwiel.
De waarde ω = 0 invullen in (2) levert dat
σ = (1+Z/S)π		(3),
wat een versnelling betekent.
Verwisseling van de koppelingen levert een vertraging.
Een differentieel
(bijvoorbeeld in de aandrijving van een auto)
is een planeetwielmechanisme dat haakse tandwielen gebruikt.
Ook het satellietwiel is hier een gewoon (haaks) tandwiel
met tanden aan de buitenkant,
en met hetzelfde aantal tanden als het zonnewiel: Z=S.
In feite is de constructie symmetrisch en zonnewiel en satellietwiel
spelen precies dezelfde rol.
In een differentieel wordt niets vastgezet: alles is draaibaar.
De conditie Z=S reduceert vergelijking (2) tot:
π = 1/2 (ω + σ) (4).
De aangedreven planeetwieldrager van een differentieel geeft
haar omwentelingen door aan zowel zonnewiel als satellietwiel,
maar in een verhouding die door de omstandigheden
(denk aan het rijden van een bocht) kan worden afgedwongen,
en zodanig dat aan (4) wordt voldaan.